# Porträt der Mademoiselle Claus

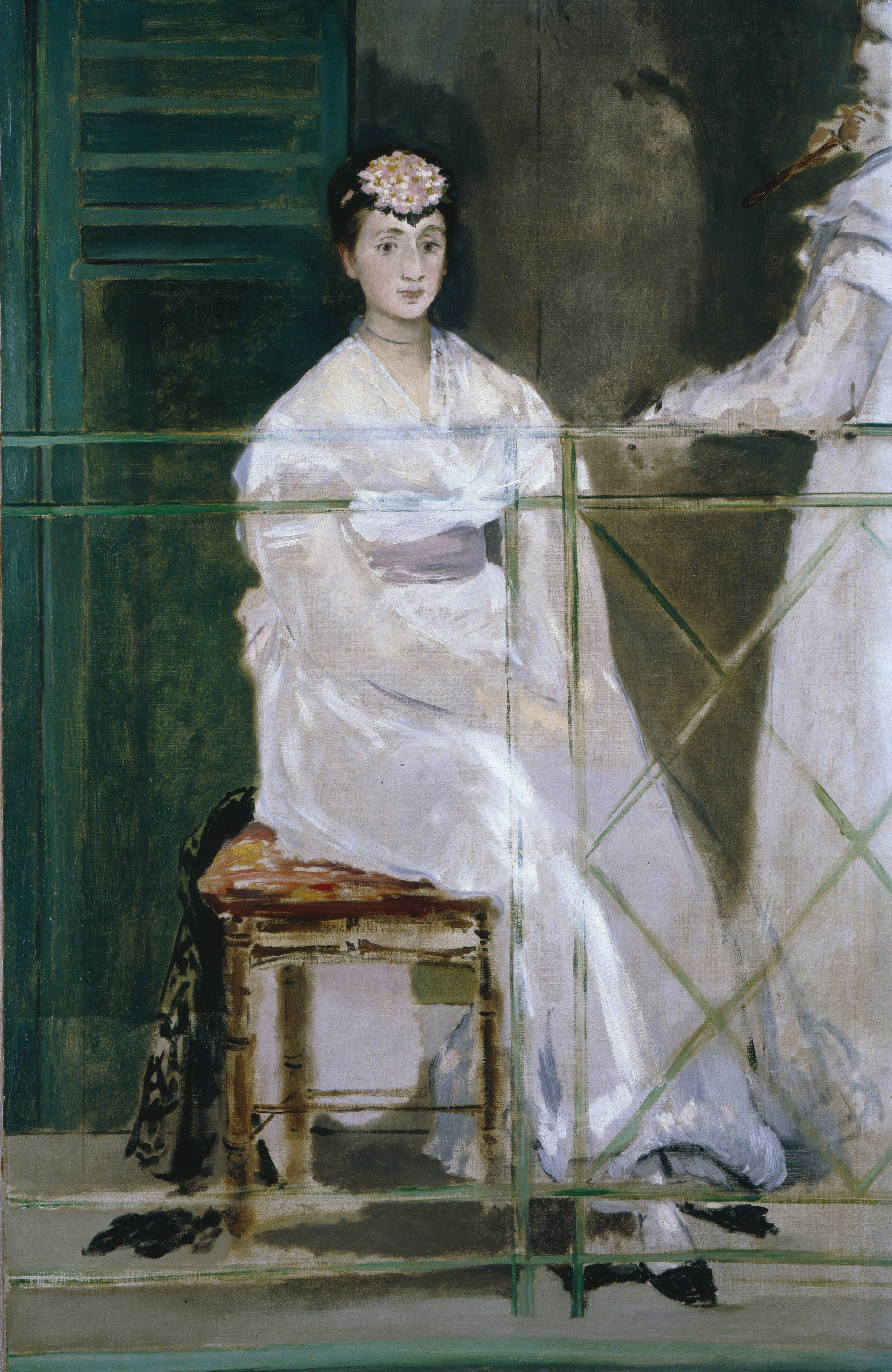
Porträt der Mademoiselle Claus
Édouard Manet, 1868
111 × 70 cm
Öl auf Leinwand
Ashmolean Museum, Oxford

Das Porträt der Mademoiselle Claus ist ein Gemälde des französischen Malers Édouard Manet aus dem Jahr 1868. Das 111 × 70 cm große, in Öl auf Leinwand gemalte Bild zeigt die mit der Familie Manet befreundete Violinistin Fanny Claus auf einem Balkon sitzend. Das Gemälde gilt als Vorstudie zu Manets bekanntem Werk Der Balkon. Seit seiner Entstehung befand sich das Werk in Privatsammlungen und wurde nur selten öffentlich ausgestellt. Nach einer groß angelegten Spendenkampagne erwarb das Ashmolean Museum in Oxford das Gemälde 2012.

## Bildbeschreibung

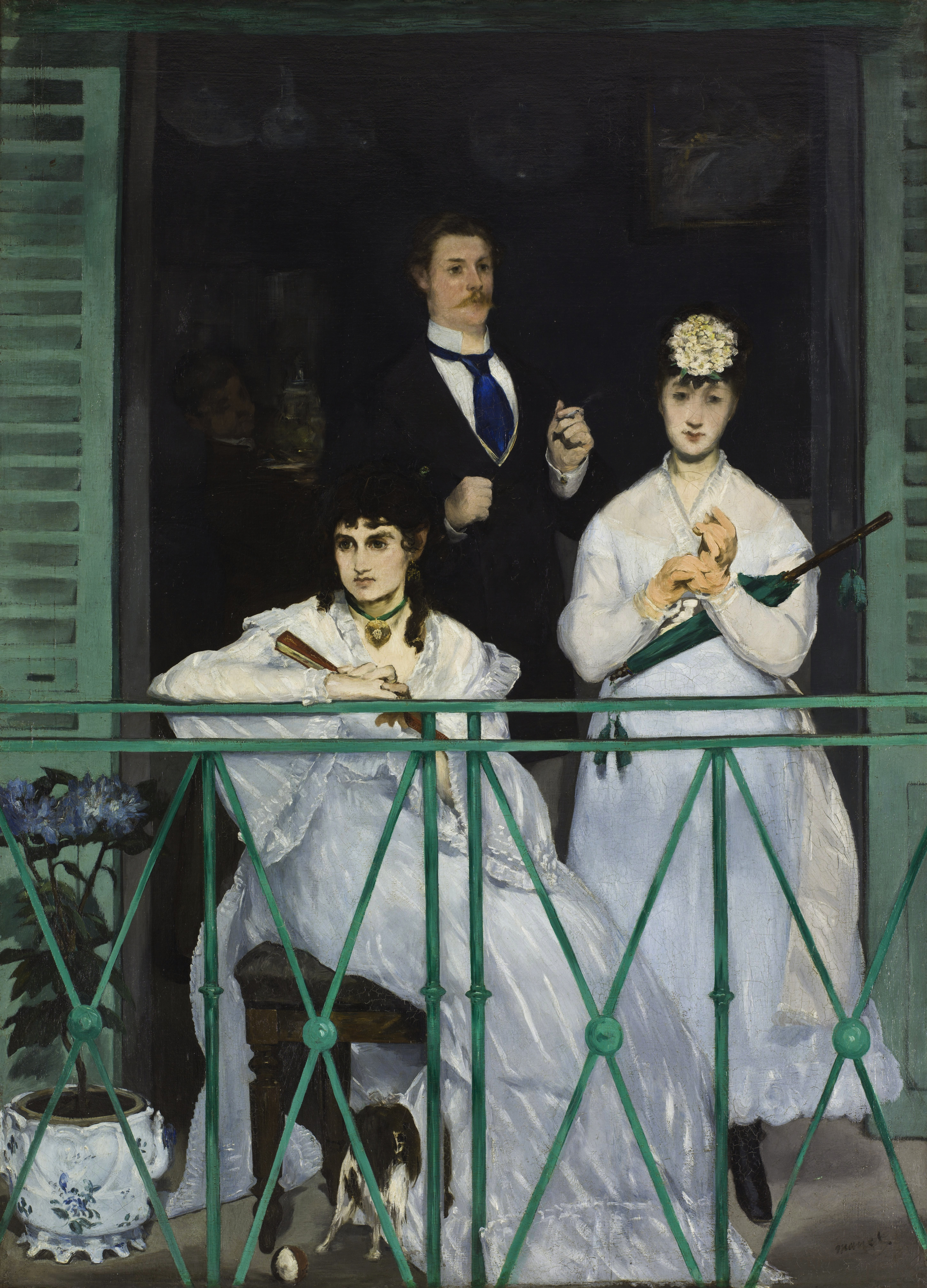
Édouard Manet: Der Balkon, Gemälde, 1868–1869, Musée d’Orsay

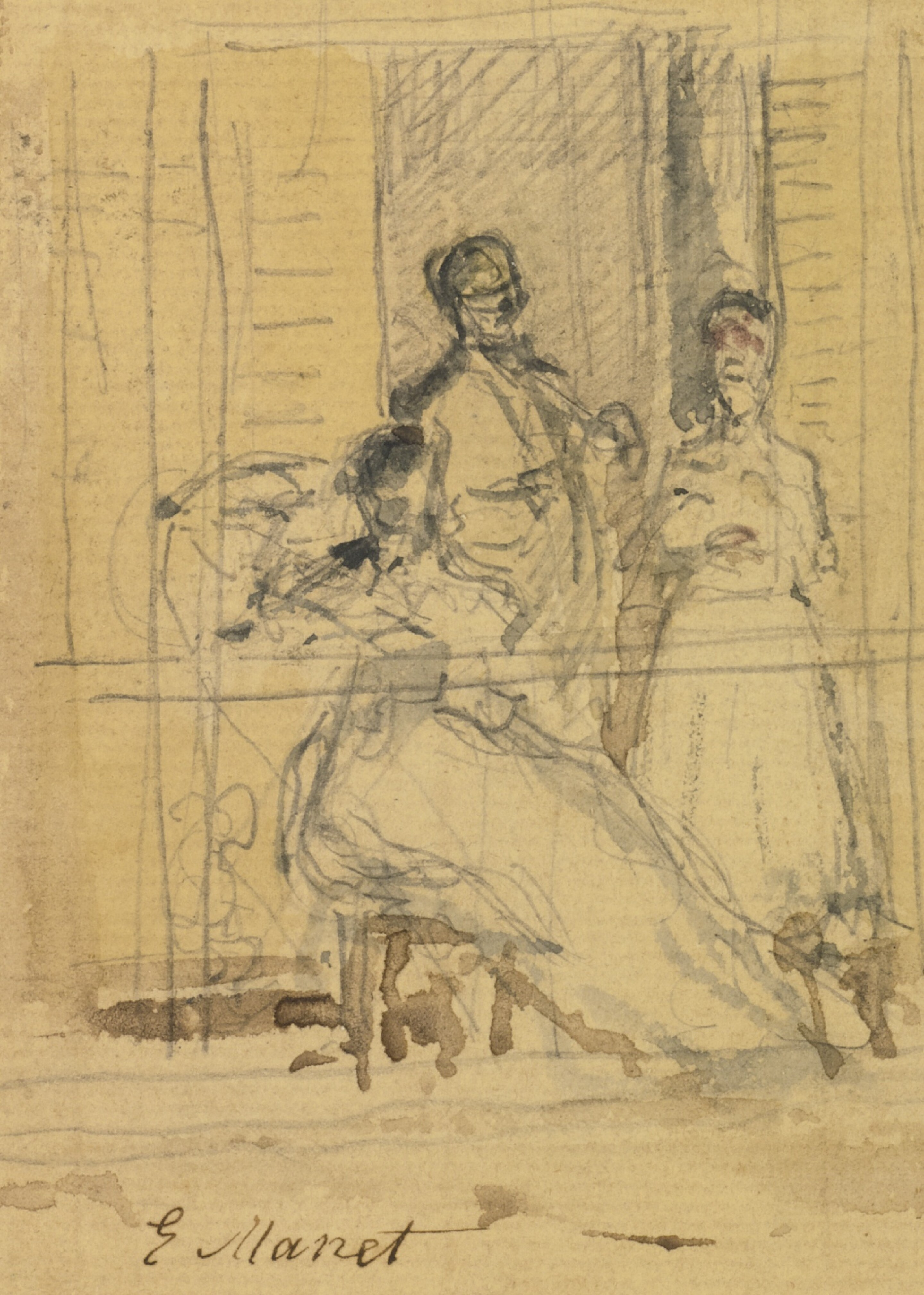
Édouard Manet: Der Balkon, Zeichnung, 1868, Privatsammlung

Das Bild zeigt einen Balkon mit zwei Personen. Etwas links von der Bildmitte sitzt die ganz in weiß gekleidete 22-jährige Fanny Claus (1846–1877) auf einem mit rotem Stoff bezogenem Hocker. Sie ist leicht zum rechten Bildrand gedreht, hat die Beine übereinander geschlagen und neben dem Hocker platziert. Sie blickt nicht zum Bildbetrachter, sondern fixiert mit ihren Augen einen Punkt rechts außerhalb des Bildes. Das Gemälde ist in weiten Teilen nur skizzenhaft ausgeführt und teilweise ist der braune Grund der Leinwand zu erkennen. So sind beispielsweise die in den Schoß gelegten Hände der Dargestellten nur angedeutet. Anders der auffallend längliche Kopf der Fanny Claus, bei der das blasse Gesicht durch scharfe Konturen hervorgehoben ist. Deutlich zu erkennen sind die dunklen, weit geöffneten Augen mit den bogenförmigen Augenbrauen, die langgestreckte Nase und die schmalen rosafarbenen Lippen. In ihrem hochgesteckten Haar trägt sie ein Band oder Reif, auf dem ein auffallend großes Blumenarrangement in Rosa den vorderen Teil des Kopfes bedeckt und weit über die Stirn reicht, wo darunterliegende Blätterspitzen wie eine Art V-förmige Pony-Frisur wirken. Neben diesem auffallenden Schmuck trägt Mademoiselle Claus nur ein schmales dunkles Band um den Hals, an dem jedoch kein Anhänger sichtbar ist. Bekleidet ist sie mit einem langen weißen Sommerkleid, das im Bereich der Schultern und Arme nahezu transparent ist. Bei dem im Brustbereich V-förmig ausgeschnittenem Kleid ist um die Taille eine mauvefarbene Schärpe gebunden. Unter dem bis zum Boden reichenden Kleid schauen die mit weißen Strümpfen und schwarzen Schuhen bekleideten Füße hervor. Ein schwarzer Schal liegt hinter der sitzenden Fanny Claus auf dem Hocker und ragt hinab bis zum Boden. Davor liegt ein weiteres schwarzes Accessoire, möglicherweise ein Taschentuch oder ein paar Handschuhe.
Neben der Dargestellten steht, ebenfalls im weißen Kleid, eine unbekannte zweite weibliche Person, die weitestgehend vom rechten Bildrand abgeschnitten ist. Von ihr ist nur der Bereich von der linken Schulter abwärts zu sehen, darüber ist das Profil eines Gesichts angedeutet. Die zweite Frau hat den linken Ellenbogen auf das Balkongitter gelegt, sodass die Hand in die hinter dem Balkon liegende Wohnung ragt. Die beiden Personen sehen demnach in unterschiedliche Richtungen. Oberhalb der Schulter ist ein länglicher diagonaler brauner Griff zu erkennen, der möglicherweise zu einem Sonnenschirm gehört, den diese Person in der rechten Hand hält. Ein solches Requisit hält in Manets später entstandenem Der Balkon die dann stehende Fanny Claus zusammengefaltet vor der Brust.
Im Bildvordergrund ist vor den beiden Frauen das grünliche Balkongitter skizziert. Vor der Brust von Fanny Claus befindet sich der obere Teil des Gitters mit zwei horizontalen parallelen Streben, die vom linken bis zum rechten Bildrand reichen. Solche horizontalen Parallelstreben befinden sich zudem im Bereich der Füße der Dargestellten. Zudem ist eine dickere Strebe als Abschluss am unteren Bildrand vorhanden. Zwei senkrechte Streben verlaufen von der linken Schulter von Fanny Claus abwärts. Der Bereich rechts davon ist mit diagonalen Streben versehen. Im linken Bereich fehlt ein solches Gitternetz. Im Bildhintergrund nimmt links der grüne Fensterladen großen Raum ein. Im oberen Teil bis zum Kopf der Fanny Claus sind die Lamellen deutlich zu erkennen, im unteren Bereich fehlt eine solch detaillierte Ausführung. Der Rest des Hintergrundes stellt das nur skizzierte und kaum beleuchtete Wohnungsinnere dar, bei dem Details nur zu erahnen sind. Im Gegensatz dazu steht der durch das Sonnenlicht voll beleuchtete Bildvordergrund. Schatten sind nur unterhalb des Hockers und des Kleides auf dem graubraunen Fußboden des Balkons vorhanden und sonst nur im Kinnbereich der Porträtierten angedeutet.
Unklar bleibt, wie auch im späteren Bild Der Balkon, die Position des Bildbetrachters. Durch die direkte Gegenüberstellung mit den Personen scheidet ein Blick vom Straßenniveau hoch zum Balkon, bei dem unklar ist, in welcher Höhe er sich befindet, aus. Für den Blick auf den Balkon von einem gegenüberliegenden Gebäude aus, ist der Bildausschnitt zu klein und die Szenerie zu nah. Die Kunsthistorikerin Françoise Cachin weist darauf hin, dass Manet unmöglich „im freien Raum schwebend – einen Standpunkt hätte einnehmen können“ und die Darstellung „etwas Künstliches“ habe. Wie alle Ölskizzen Manets ist dieses Bild weder vom Maler signiert noch datiert. Der Kunsthistoriker Michael Wilson vermutet, Manet habe nie die Absicht gehabt, das Bild weiter auszuführen.

## Zur Entstehung des Gemäldes

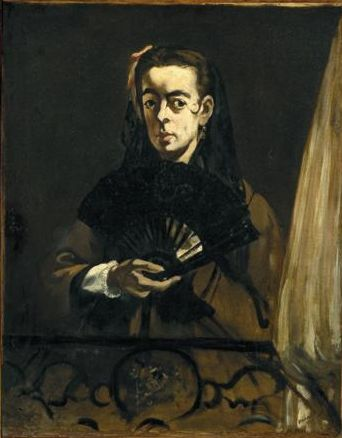
Édouard Manet: Angelina, 1860–1865

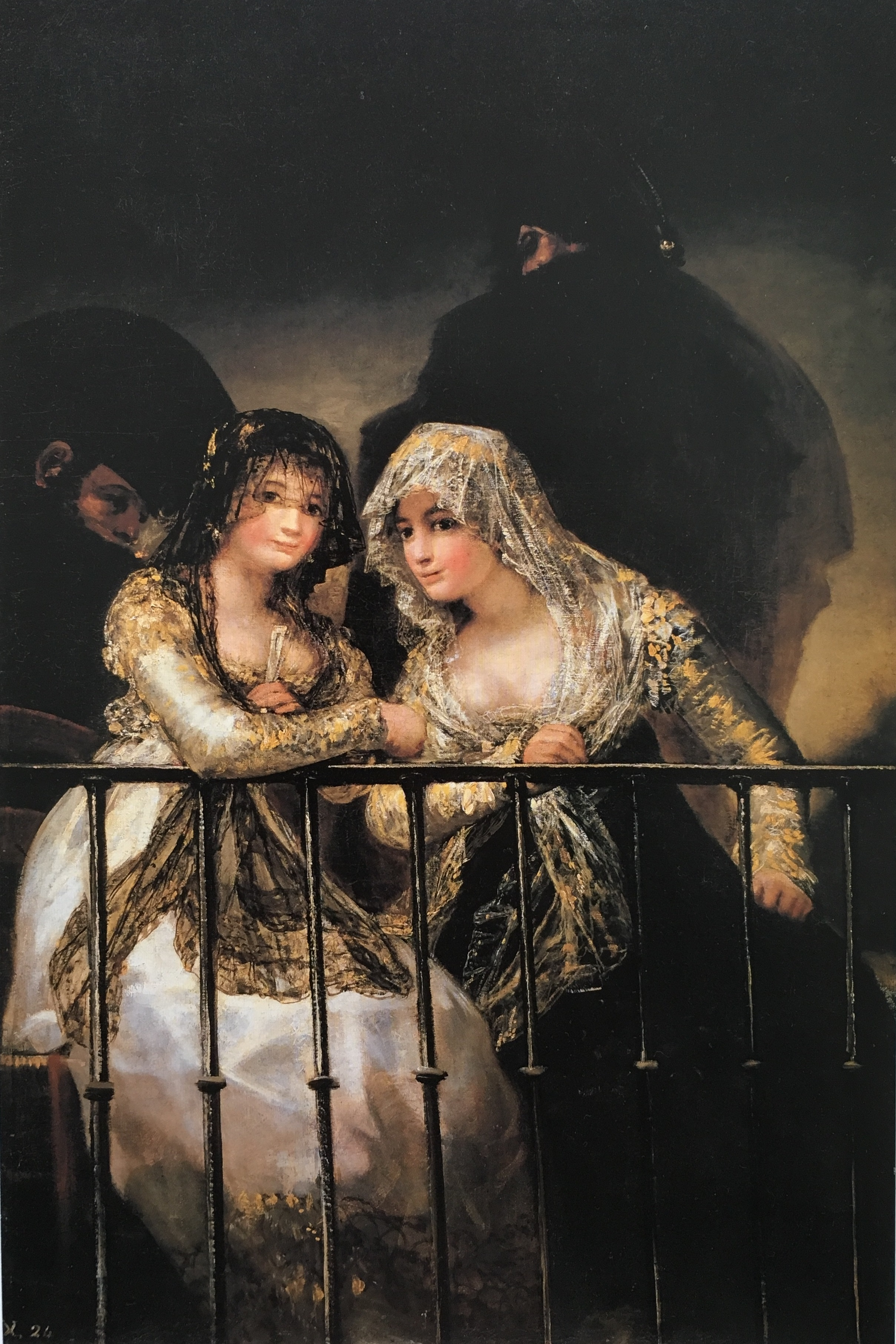
Francisco de Goya: Majas auf einem Balkon, um 1835

Bereits vor dem Porträt der Mademoiselle Claus hatte Manet im zwischen 1860 und 1865 entstandenem Gemälde Angelina das Motiv einer Frau am geöffneten Fenster gewählt. Dieses Bild entsprach einer im Zweiten Kaiserreich vor allem in den 1860er Jahren vorherrschenden Spanienmode, die nicht zuletzt durch die aus Spanien stammende Kaiserin Eugénie verstärkt wurde. Édouard Manet schuf eine Reihe von Gemälden mit spanischen Motiven und besuchte 1865 Burgos, Valladolid, Toledo und Madrid, um die Werke spanischer Maler zu studieren. In Angelina zeigt Manet eine spanisch anmutende Frau mit schwarzem Fächer und Mantilla hinter einem Balkongitter. Zu diesem Bild, wie auch zu den späteren Arbeiten Porträt der Mademoiselle Claus und schließlich zu Der Balkon könnte ihn Francisco de Goyas Majas auf einem Balkon angeregt haben. Eine Version des Bildes hatte er möglicherweise in seiner Jugend in der Galerie Espagnole im Louvre gesehen, sicher war ihm eine Reproduktion des Bildes bekannt. Bereits in Angelina wählte Manet einen „schwebenden“ Standpunkt weit oberhalb des Straßenniveaus und zeigt den hinter der Porträtierten liegenden Innenraum der Wohnung als undefinierte dunkle Fläche. Goyas Balkon zeigt noch deutlichere Parallelen zum Porträt der Mademoiselle Claus. Die im Bild linke Frau hat die gleiche Sitzposition auf dem Hocker eingenommen wie Fanny Claus und das weiße Kleid könnte ein Vorbild für Manets Bild gewesen sein. Zudem finden sich ähnliche Motive mit Frauen auf dem Balkon auch im Werk des Franzosen Constantin Guys.
Laut Manets Biograf Étienne Moreau-Nélaton soll die eigentliche Inspiration für das Porträt der Mademoiselle Claus und das spätere Bild Der Balkon ein Aufenthalt des Malers in Boulogne-sur-Mer im Jahr 1868 gewesen sein. Dort habe Manet Menschen an einem Fenster mit Balkon beobachtet, die im vollen Licht der Sonne standen, während der Hintergrund im Dunkel lag. Das Porträt der Mademoiselle Claus entstand jedoch nicht in Boulogne, sondern in Manets Pariser Atelier in der Rue Guyot Nr. 81. Indizien hierfür sind der Fensterladen und das Balkongitter im Gemälde, die sich in der Weise auch im Pariser Stadtviertel Batignolles finden, in denen Manet Atelier lag.
Für die Umsetzung seiner Bildidee, wählte Manet kein professionelles Modell aus, sondern griff auf eine Person aus dem Freundeskreis zurück. Manet zog Freunde oder Familienangehörige als Personen in seinen Bildern vor, da ihm professionelle Modelle in ihren Posen zu unnatürlich schienen. Fanny Claus gehörte seit einiger Zeit zu den Freunden der Familie Manet. Die Konzertviolinistin war Mitglied des Saint-Cécile-Quartetts und musizierte zusammen mit der Ehefrau des Malers, Suzanne Manet, die selbst Klavier spielte. Später heiratete Fanny Claus den mit Manet befreundeten Maler Pierre-Ernest Prins.
Zum Gemälde Der Balkon existiert eine ebenfalls 1868 entstandene Kompositionszeichnung (Privatsammlung), auf der sich bereits die drei Personen auf dem Balkon in ihrer späteren Anordnung befinden. Nur wenige Details unterscheiden sich vom vollendeten Gemälde. So ist in der Zeichnung die linke sitzende Frau mit einem aufgespannten Sonnenschirm über der Schulter zu sehen, in der endgültigen Fassung hat die stehende Fanny Claus diesen Schirm vor die Brust geklemmt. Unklar ist, ob diese Zeichnung vor dem Porträt der Mademoiselle Claus entstanden ist. Hierfür sprechen die Position des Bildbetrachters, die in der Zeichnung noch wesentlich tiefer angelegt ist und der größere Raum, den die Fensterläden einnehmen. Während diese in der Zeichnung an beiden Seiten noch vollständig wiedergegeben sind, hat Manet sie im Porträt der Mademoiselle Claus und in Der Balkon nur angeschnitten gemalt. Es bleibt offen, welchen Zweck das Porträt der Mademoiselle Claus für Manet erfüllte. Als reine Vorstudie ist insbesondere die Bildpartie mit dem Kopf der Fanny Claus zu sehr ausgearbeitet. Andererseits könnte Manet mit dem Porträt der Mademoiselle Claus verschiedene Aspekte wie Blickpunkt des Betrachters, Lichteinfall oder Farbauswahl für das spätere Motiv ausprobiert haben. Völlig unbeantwortet bleibt vor allem die Frage, warum Manet die zunächst sitzende Fanny Claus im Gemälde Der Balkon als stehende Person dargestellt hat und ihr Platz im späteren Bild durch Berthe Morisot ersetzt wurde.

## Provenienz
Das Gemälde blieb bis zu Manets Tod im Jahr 1883 in seinem Besitz. Auf der Auktion seines Nachlasses am 4. und 5. Februar 1884 im Pariser Auktionshaus Hôtel Drouot ersteigerte der Maler John Singer Sargent das als Le Balcon, esquisse bezeichnete Bild für 580 Franc. Nach Sargents Tod 1925 ging das Bild in den Besitz seiner Schwester Violet Ormond (1870–1955) über, die es an ihre Tochter Reine Violet Pitman (1897–1971) vererbte. Deren Nachkommen behielten das Gemälde, bis es 2011 zum Verkauf angeboten wurde. Seit der Auktion 1884 wurde das Porträt der Mademoiselle Claus nur einmal öffentlich ausgestellt. Zum hundertsten Todestag Manets lieh die Familie das Bild 1983 zu der Ausstellung Manet at Work in der Londoner National Gallery aus.
Nachdem 2011 für das Gemälde ein Kaufangebot in Höhe von 28,35 Millionen Pfund eines namentlich nicht genannten Käufers aus dem Ausland vorlag, sprach sich das Reviewing Committee on the Export of Works of Art, ein für den Kunstexport zuständiges Gremium, gegen die Ausfuhr des Bildes aus. Daraufhin belegte am 8. Dezember 2011 der britische Unterstaatssekretär Ed Vaizey das Porträt der Mademoiselle Claus wegen seiner „outstanding cultural importance“ (sinngemäß: außerordentlichen kulturellen Bedeutung) mit einem temporären Ausfuhrverbot bis zum 7. August 2012. Bis zu diesem Zeitpunkt sollte eine öffentliche Sammlung im Vereinigten Königreich die Möglichkeit erhalten, die – reduzierte – Kaufsumme durch Spenden aufzubringen. Das Ashmolean Museum bekundete Interesse an Manets Gemälde und startete eine Spendenkampagne, um einen Kaufpreis in Höhe von 7,83 Millionen Pfund aufzubringen. Die Reduktion auf 27 % des ursprünglich genannten Kaufpreises war durch gleichzeitige Steuernachlässe für den Verkäufer erreicht worden. In den folgenden acht Monaten gelang es dem Ashmolean Museum, den erforderlichen Kaufpreis einzuwerben, wobei vor allem die Großspenden von 5,9 Millionen Pfund durch den Heritage Lottery Fund und 850.000 Pfund durch The Art Fund erheblich zum Gelingen der Aktion beitrugen. Die restliche Kaufsumme kam durch Spenden weiterer Stiftungen und durch zahlreiche Einzelspender zusammen.